# هجرس أبيض الحنجرة
الهجرس أبيض الحنجرة أو الهجرس أحمر البطن (الاسم العلمي:Cercopithecus erythrogaster) (بالإنجليزية: White-throated Guenon)‏ هو نوع من الحيوانات يتبع جنس الالهجرس من فصيلة سعادين العالم القديم.